# Регилон, Серхио
Се́рхио Регило́н Родри́гес (исп. Sergio Reguilón Rodríguez; 16 декабря 1996, Мадрид) — испанский футболист, левый защитник

## Клубная карьера

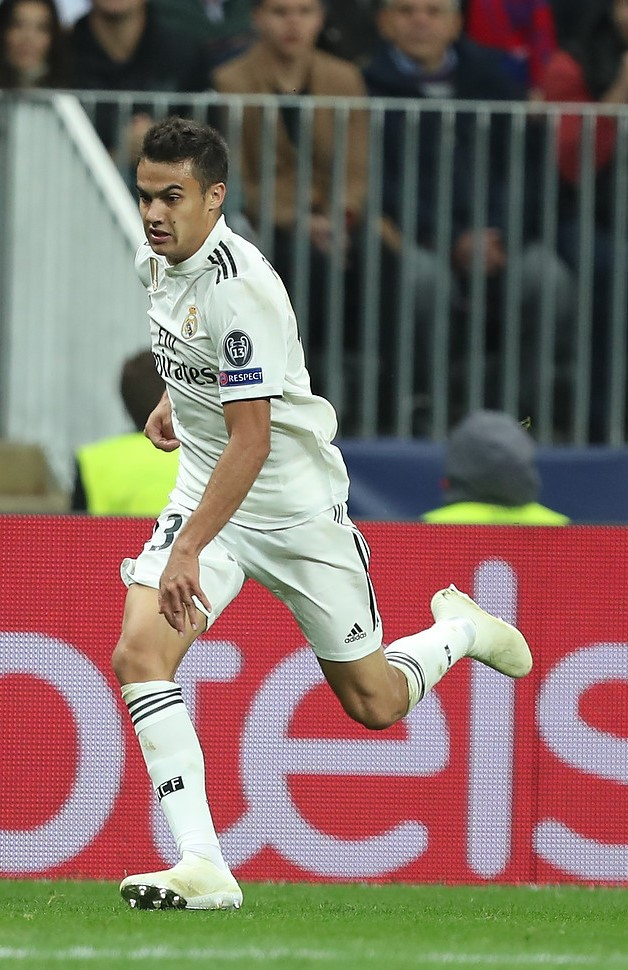
Регилон в составе «Реал Мадрид»

Регилон — воспитанник клуба «Реал Мадрид». Летом 2015 года для получения игровой практики Серхио был отдан в аренду в «Логроньес». 23 августа в матче против «Компостелы» он дебютировал в Сегунде B. В начале 2016 года Регилон вернулся в Мадрид и начал выступления за «Реал Мадрид Кастилья». Летом того же года Серхио вновь вернулся в «Логроньес» на правах годичной аренды. 18 сентября в поединке против «Сокуэльямоса» Регилон забил свой первый гол за команду. 2 октября в матче против дублёров «Атлетик Бильбао» он сделал «покер». Летом 2017 года Регилон вернулся в «Кастилью». 2 октября 2018 года в матче Лиги чемпионов против московского ЦСКА Серхио дебютировал за основной состав. 3 ноября в матче против «Вальядолида» он дебютировал в Ла Лиге.
Летом 2019 года Регилон был отдан в аренду в «Севилью» на один сезон. 18 августа дебютировал за новую команду в матче против «Эспаньола», в котором отметился забитым мячом и голевой передачей.
19 сентября 2020 года, вместе с партнером по команде Гаретом Бейлом, перешел в лондонский «Тоттенхэм Хотспур». Сумма трансфера составила 25 миллионов евро. Контракт рассчитан на 5 лет.
29 сентября 2020 года Регилон дебютировал за «Тоттенхэм Хотспур» в домашнем матче против «Челси» в четвёртом раунде Кубка лиги, в котором помог сравнять счёт своему товарищу по команде Эрику Ламеле, после чего последовала серия пенальти, в которой «Шпоры» выиграли 5:4. 4 октября в матче против «Манчестер Юнайтед» он дебютировал в английской Премьер-лиге.
30 августа 2022 года на правах аренды перешёл в клуб «Атлетико Мадрид» до конца сезона 2022/23. 9 ноября в матче против «Мальорки» он дебютировал за новую команду.
1 сентября 2023 года отправился в сезонную аренду в клуб «Манчестер Юнайтед». 16 сентября в матче против «Брайтон энд Хоув Альбион» он дебютировал за новую команду. В начале января 2024 года «Манчестер Юнайтед» активировал опцию прерывания аренды, после чего Регилон вернулся в «Тоттенхэм Хотспур».
В сезоне 2024/2025 «Тоттенхэм Хотспур» отдал Регилона в аренду в «Брентфорд».
После сезона 2024/2025 контракт Регилона с «Тоттенхэм Хотспур» истёк, и он стал свободным агентом.

## Карьера в сборной
6 сентября 2020 года дебютировал за национальную сборную Испании в матче Лиги Наций УЕФА против сборной Украины.

## Достижения
«Реал Мадрид»
- Победитель Клубного чемпионата мира: 2018

«Севилья»
- Победитель Лиги Европы УЕФА: 2019/20